# Wabakwa
Wabaqua (danas Wabaqua Ruin), nekadašnji pueblo Jemez Indijanaca, čije se ruine nalaze na mesi sjeverno od puebla Jemez, na nadmorskoj visini od 1.889 metara (6.198 stopa), u okrugu Sandoval u Novom Meksiku, SAD.

## Položaj
Širina: 35-46'07 N
Dužina:  106-41'32 W